# 에블린 맥헤일
에블린 프랜시스 맥헤일(영어: Evelyn Francis McHale, 1923년 9월 20일 ~ 1947년 5월 1일)은 엠파이어 스테이트 빌딩의 86층 전망대에서 뛰어내려 죽은 미국인 부기장이었다. 한 사진 학생이 그녀의 시체가 부서진 차 위에 놓여있는 곳에서 사진을 찍었다. 그 죽은 여성의 사진은 "아름다운" 미적 특질을 가졌고, 전세계적으로 재발행되었다. 그 사진은 타임지가 그것을 "가장 아름다운 자살"이라고 부르도록 이끌었다. 그것은 다른 예술가들 중에서도 앤디 워홀에게 영감을 주었다.

## 같이 보기
- 틱꽝득